# 1048 Feodosia
1048 Feodosia är en asteroid i huvudbältet som upptäcktes den 29 november 1924 av den tyske astronomen Karl Wilhelm Reinmuth. Dess preliminära beteckning var 1924 TP. Asteroiden namngavs senare efter hamnstaden Feodosija på Krimhalvön.
Feodosias nästa periheliepassage sker den 28 september 2021. Asteroidens rotationstid har beräknats till 10,46 timmar.
Feodosia har ockulterat två relativt starka stjärnor under det första årtiondet av 2000-talet. Den ena ockultationen gäller TYC 1236-138 den 22 november. Den andra gällde 2UCAC 14669141 den 7 augusti 2008.